# Aaronsohnia
Aaronsohnia Warb. & Eig è un genere di piante della famiglia delle Asteraceae, originario dell'Africa del Nord e del Medio Oriente.

## Tassonomia
Comprende due specie:
- Aaronsohnia factorovskyi Warb. & Eig
- Aaronsohnia pubescens (Desf.) K.Bremer & Humphries.